# Marianne Arner
Marianne Arner, född 30 januari 1955, är en svensk kirurg och forskare.
Arner har ägnat sitt yrkesverksamma liv åt handkirurgin. Hon har forskat bland annat om nerv- och senskador samt var med och startade Handkirurgiskt kvalitetsregister (HAKIR) år 2010. Hon är  överläkare på handkirurgiska kliniken på Södersjukhuset i Stockholm och utnämndes 2021 till adjungerad professor i handkirurgi.
Arner har kallats Stockholms första professor i handkirurgi samt Sveriges första kvinnliga professor inom fältet, en adjungerad professur är dock inte en statlig anställning, ej heltid och dessutom begränsad i tidslängd, så jämförelsen med statligt anställda professorer är haltande.